# Nini Roll Anker
Nini Roll Anker (Molde, 3 maggio 1873 – Asker, 20 maggio 1942) è stata una scrittrice norvegese.
Fu autrice di vari romanzi che analizzarono a fondo la figura della donna nella borghesia. Esordì nel 1915 con Il sesso debole, ma il manifesto della sua opera fu In casa del prefetto (1925).